# Margaret Cremen
Margaret Cremen (5 de enero de 1999) es una deportista irlandesa que compite en remo.
Ganó una medalla de bronce en el Campeonato Mundial de Remo de 2022 y una medalla de plata en el Campeonato Europeo de Remo de 2024. Participó en los Juegos Olímpicos de Tokio 2020, ocupando el octavo lugar en la misma prueba.

## Palmarés internacional
| Campeonato Mundial | Campeonato Mundial       | Campeonato Mundial | Campeonato Mundial      |
| Año                | Lugar                    | Medalla            | Prueba                  |
| ------------------ | ------------------------ | ------------------ | ----------------------- |
| 2022               | Račice (República Checa) | Medalla de bronce  | Doble scull ligero      |
| Campeonato Europeo |                          |                    |                         |
| Año                | Lugar                    | Medalla            | Prueba                  |
| 2024               | Szeged (Hungría)         | Medalla de plata   | Scull individual ligero |